# Universidad de Ciencia y Tecnología Rey Abdalá
La Universidad de Ciencia y Tecnología Rey Abdalá (en inglés: King Abdullah University of Science and Technology, conocida por sus siglas KAUST; en árabe: جامعة الملك عبد الله للعلوم و التقنية - كاوست‎) es una importante institución de Arabia Saudita. El campus, de 36 kilómetros cuadrados, se encuentra en Thuwal, cerca de Yeda.
Se trata de una universidad privada dedicada a la investigación. Tiene estatutos internacionales y está regida por un órgano de gobierno independiente que cuenta con personalidades como los presidentes del Imperial College de Londres y de la Universidad de Princeton. Es una universidad autorregulada, con 130 profesores y alrededor de 1.200 estudiantes. Fue fundada el 23 de setiembre de 2009; los primeros tres años fue operada por Saudi Aramco.
Fue creada a instancias del rey Abdalá bin Abdelaziz para fomentar el desarrollo científico y tecnológico en Arabia Saudita. En la ceremonia de inauguración estuvieron presentes miles de científicos y dignatarios.
Su idioma oficial es el inglés. Las principales áreas son: 
- ciencias biológicas y ambientales,
- matemáticas, informática y electricidad,
- ciencias físicas.

Esta institución fue dotada de un presupuesto de 10.000 millones de dólares. Sus investigadores se centran en buscar soluciones a desafíos relacionados con el agua, la energía, la alimentación y el medio ambiente. Para conseguir que se encuentren cómodos las científicas y científicos de más de un centenar de nacionalidades que trabajan allí, se permite a las mujeres ir en falda y en manga corta, algo que no pueden hacer en el resto del país.
Se considera que la fundación de esta universidad puede contribuir al renacimiento científico del mundo árabe. De hecho, se calcula que la producción científica en Arabia Saudí ha crecido un 150% por esta institución.